# نهاية المطاف (بريزون بريك)
«نهاية المطاف» (بالإنجليزية: End of the Tunnel)‏ هي الحلقة الثالثة عشر من المسلسل التلفزيوني بريزون بريك، كتبها منشئ المسلسل بول شويرينغ وأخرجها سانفورد بوكستيفر. بُثّت لأول مرة في 28 نوفمبر 2005. كانت «نهاية المطاف» آيضا آخر حلقة بُثّت في الولايات المتحدة وكندا في 2005 لأنها كانت آخر حلقة من ثلاثة عشر حلقة طلبتها فوكس. مُدّد الموسم الأول إلى اثنين وعشرين حلقة في 29 سبتمبر 2005 لشهرته. أُكمل الموسم الأول وبُثّت الحلقة التالية في 26 مارس 2006.

## القصة
يُنقَل جون أبروزي إلى المشفى بعد أن أصابه تي-باغ في عنقه. بعد أن أصبح لينكون في الحبس الانفرادي، ناقش السجناء الخمسة الباقون الخطوة التالية. أراد مايكل تأجيل الهروب حتى يجد طريقة لإخراج أخيه من الحبس الانفرادي خلال 32 ساعة متبقية قبل الإعدام. لكن الأربعة الباقين أصروا على تنفيذ الخطة في أقرب وقت ممكن. أصبح جليا لمايكل أن الهرب سيتم في تلك الليلة.
بعد أن صلى مايكل لأخيه، أعطى القسيس صليبا في قلادة وطلب منه أن يسلمها إلى أخيه. يجد لينكون فارغا في الصليب يحتوي حبة سوداء، ومعها ورقه مكتوب فيها «كل 8:10» (بالإنجليزية: EAT 810)‏. أخفاها مايكل في القلادة لكي يذهب لينكون إلى المستوصف. يأخذ لينكون الحبة عند الساعة 8:10 مساءً قبل 50 دقيقة من الهرب، فيسقط فجأة على الأرض، ويتقيأ ما في معدته. أخذه الحراس بسرعة إلى المستوصف وأخبرته الطبيبة سارا أنها تعتقد أنه أصيب بتسمم غذائي.
زحف الهاربون الخمسة في سلسلة من الأنابيب إلى أن وصلوا إلى أسفل المستوصف. لكن عندما وصلوا إلى غرفة الصيانة التي تقع تماما أسفل المستوصف، اكتشف مايكل أن الأنبوبة التي جعلها تتآكل (بسكب مركب كيميائي) قبل فترة استبدلت بأخرى جديدة. أخذ الفريق يتمعن في مايكل والأنبوبة التي منعتهم نهائيا من استخدام المستوصف للهروب. فشلت المجموعة بعد محاولات لكسر الأنبوبة بمساعدة لينكون من الأعلى. قال مايكل مذعروا وحزينا: «لن نخرج أبدا من هنا». انتهت الحلقة بإخراج تي-باغ لخنجر وتهديده لمايكل قائلا: «للأسف يا جميل، هذا ليس خيارا مطروحا».

## الاستقبال
شاهد الحلقة ما يقارب 12.1 مشاهد في الولايات المتحدة في تاريخ بثها الأصلي. مما يجعلها أكثر حلقة مشاهدة إلى الآن.